# Koninklijke Roeivereniging Club Gent

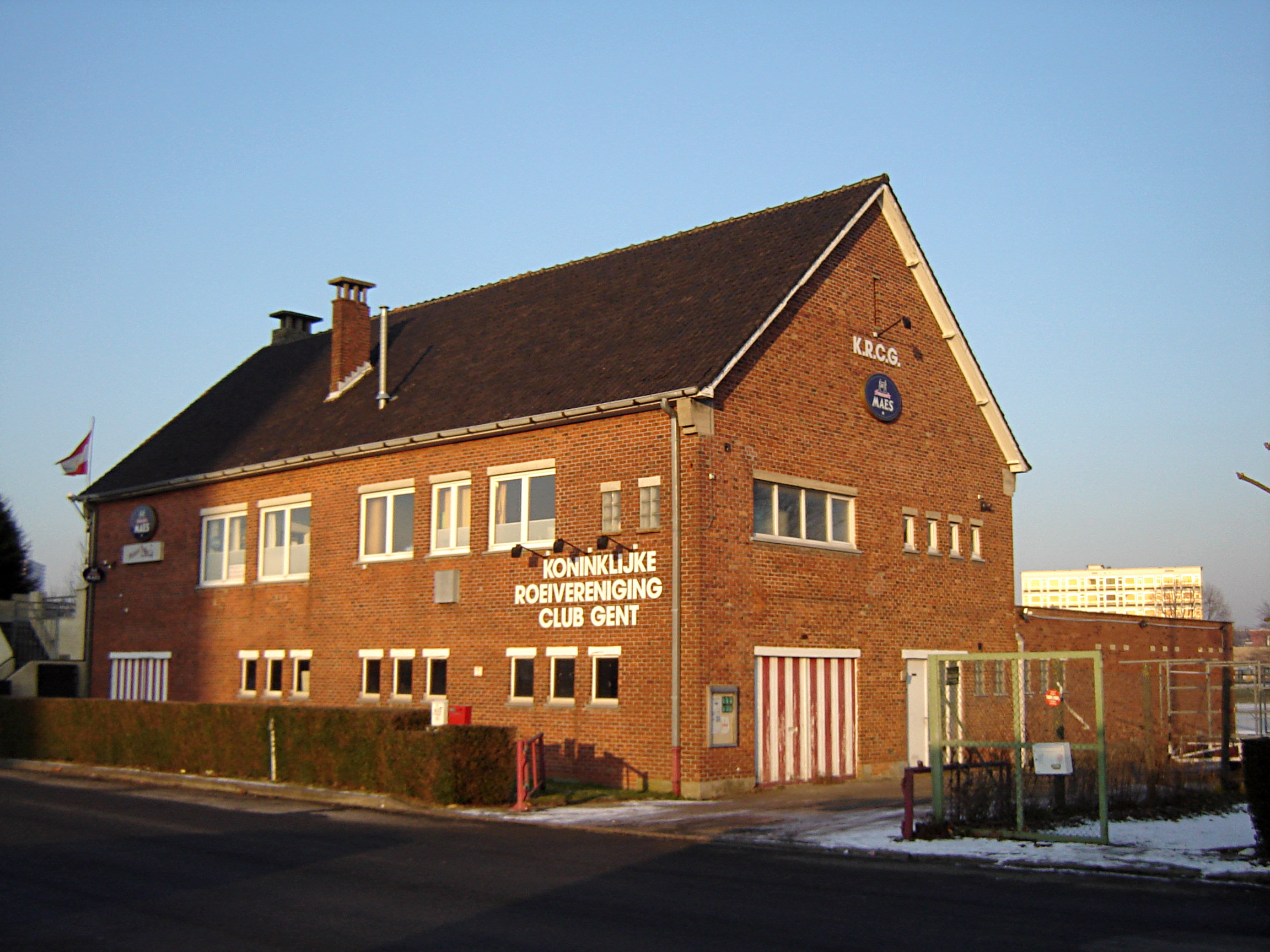
Bâtiment / Clubhouse KRC Gent

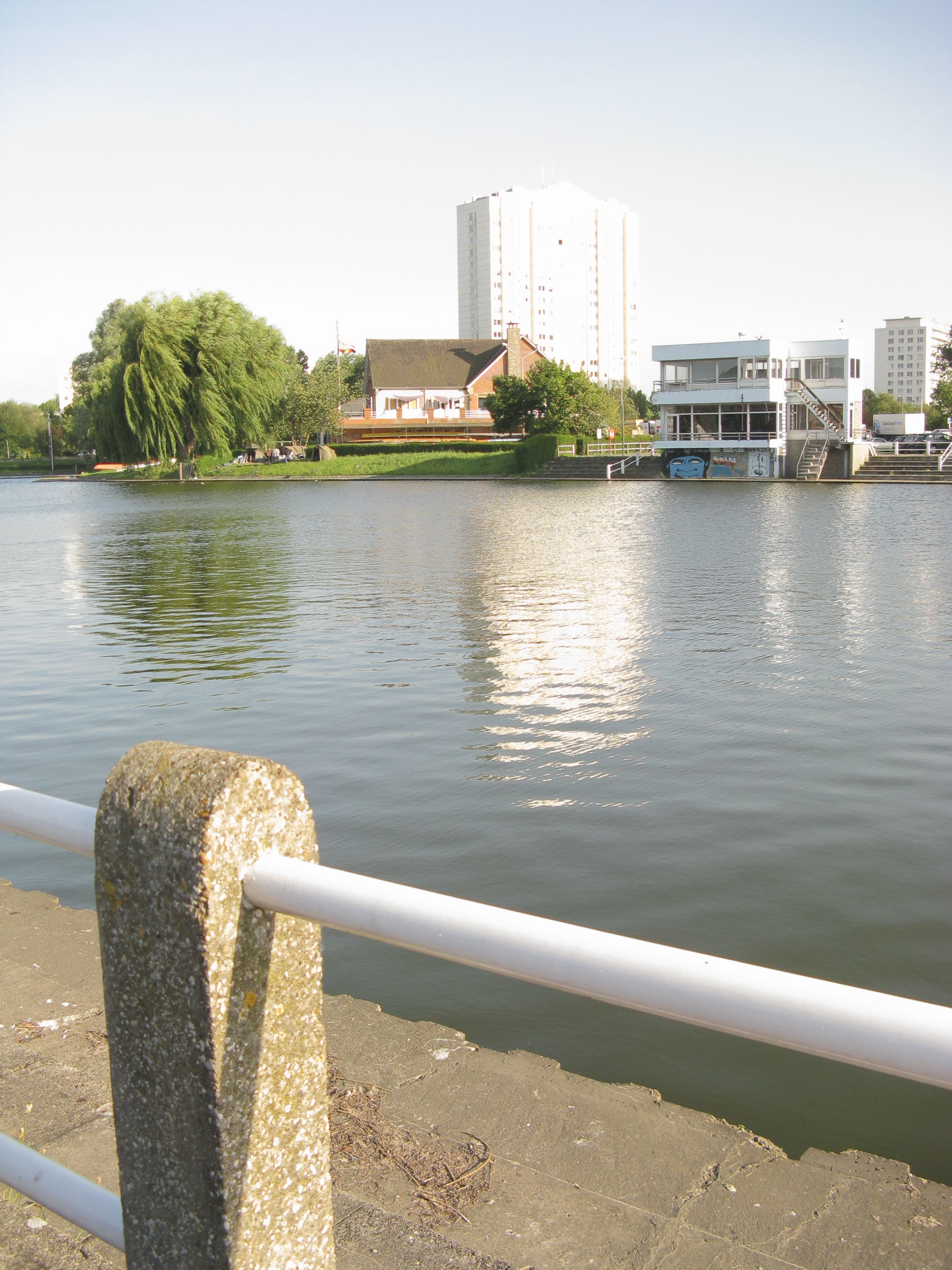
Stade Nautique, Tour d'arrivée et Clubhouse KRCG

Le Koninklijke Roeivereniging Club Gent est une association sportive consacrée à l'aviron. C'est le plus ancien cercle nautique de Gand. 
Un autre club Belge est le Royal Sport Nautique de Bruxelles. 

## Histoire
Le club est fondé en 1871 et bénéficie de l'encouragement du roi des Belges. En 1907 le roi attribue au club le titre de Royal désormais accolé à son nom. 
3 médailles d'argent olympiques et 4 médailles d'or à la régate royale de Henley
font partie du palmarès de ce club.

## Lien externe

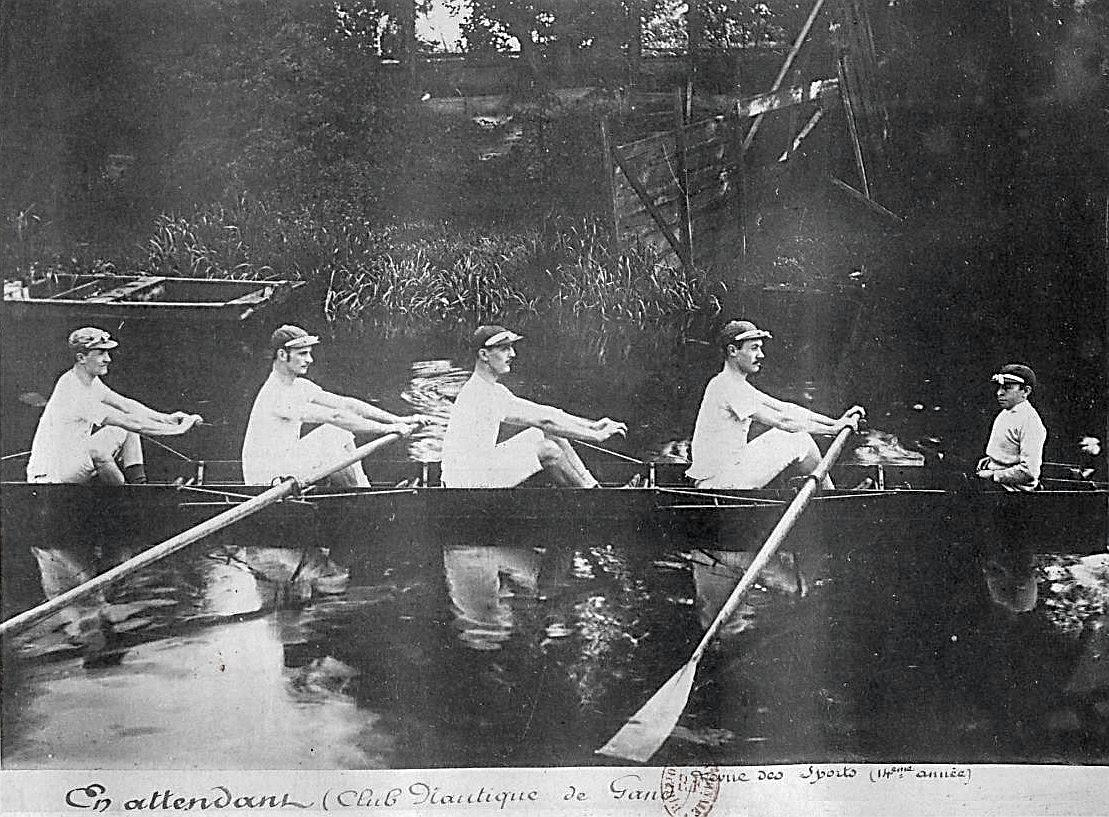
Équipage du Royal Club Nautique de Gand en février 1889.